# 科莫 (伊利諾伊州)
科莫（英語：Como）是位於美國伊利諾伊州懷特塞德縣的一個人口普查指定地區。

## 地理
科莫的座標為41°45′59″N 89°46′01″W / 41.76639°N 89.76694°W，而該地最高點為海拔高度192米（即630英尺）。

## 人口
根據2010年美國人口普查的數據，科莫的面積為91.70平方千米，當中陸地面積為91.70平方千米，而水域面積為0.00平方千米。當地共有人口567人，而人口密度為每平方千米6.18人。